# Óxido de cerio(III)

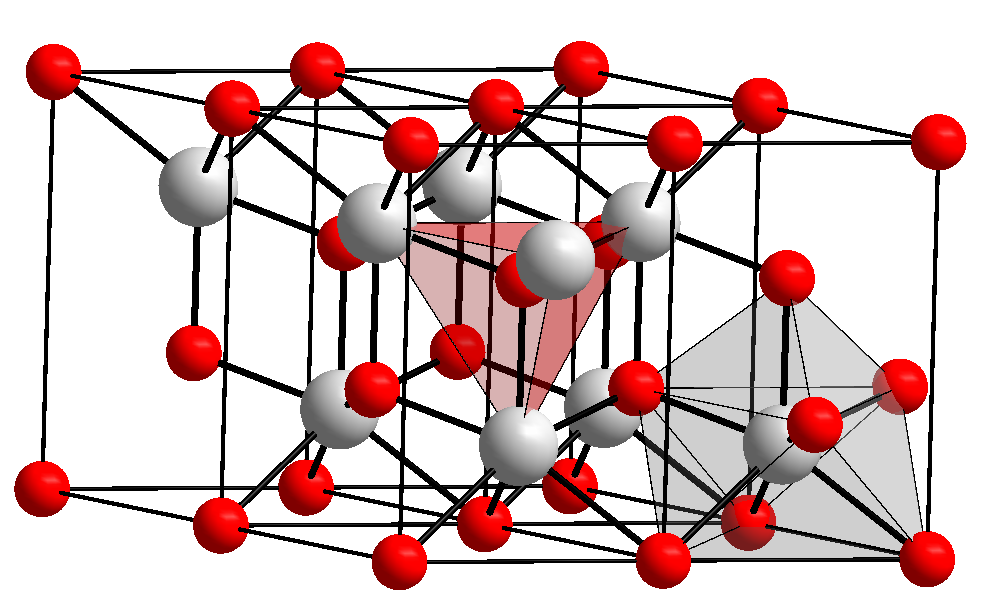
estructura cristalina del óxido de cerio(III)

El óxido de cerio(III) o Ce2O3, es un óxido metálico derivado del cerio, obtenido mediante la reducción del óxido de cerio(IV) con hidrógeno a 1400 °C (1673 K, 2552 °F).

## Aplicaciones

### Uso como catalizador de gases en combustión
Los óxidos de cerio son usados como catalizadores para reducir las emisiones de gas de los automóviles. Cuando escasea el óxido de cerio(IV), se reduce mediante el monóxido de carbono (CO) del vehículo a óxido de cerio(III):
{\displaystyle \displaystyle \mathrm {2\ CeO_{2}+\ CO\longrightarrow \ Ce_{2}O_{3}+\ CO_{2}} }
Cuando hay un exceso de oxígeno, el proceso es invertido y el óxido de cerio(III) se convierte en óxido de cerio(IV):
{\displaystyle \displaystyle \mathrm {2\ Ce_{2}O_{3}+O_{2}\longrightarrow 4\ CeO_{2}} }

### Uso en la descomposición de agua
El ciclo óxido de cerio(III)-óxido de cerio(IV) es un ciclo termoquímico de dos pasos que permite la descomposición del agua para la obtención de hidrógeno.

### Uso en la iluminación
El óxido cerio(III) junto al óxido de estaño(II) (SnO), es usado para la iluminación con luz ultravioleta. Esto absorbe la luz con una longitud de onda de 320 nm y emite la luz con una longitud de onda de 412 nm. Por desgracia, la combinación de dichos compuestos es poco habitual y sólo con un esfuerzo considerable es producida en un laboratorio.